# クアンタム (企業)
クアンタム (Quantum Corporation) は、デジタル・コンテンツのキャプチャ、作成、共有を支援し、且つ長期に渡って保存および保護する技術とサービスを提供しているストレージ関連企業である。同社は、ディストリビューター、VAR、DMR、OEM、その他のサプライヤーのネットワークと連携している。1980年の設立から2001年までは、大手ディスクストレージメーカーでもあり（市場シェアはシーゲートに次ぐ2位）、カリフォルニア州ミルピタスに本社を置いていた。クアンタム社は、2001年にハードディスクドライブ事業をマックストア社に売却し、現在は統合ストレージシステムに注力している。
本社はアメリカ合衆国カリフォルニア州サンノゼにある。

## 歴史

### Plus Development Corporation
クァンタム社は、もともと8インチのハードディスクドライブで市場をリードしていたが、業界が5.25インチに移行するのに乗り遅れてしまった。1984年には、新技術の開発に専念するため、「Plus Development Corporation」という子会社を立ち上げた。Plus Development Corporationは、松下寿電子工業（現パナソニック）を製造委託先として、3.5インチドライブの設計で成功を収めた。その後、クァンタム社がPlus Development Corporationを再買収し、1994年には世界最大のドライブ製造会社となった。

### DEC storage group の買収
1994年7月、クアンタムはDECのデータストレージ部門を買収。

### クアンタム社とMaxtorの合併
2000年になると、ハードドライブ市場の収益性が低下してきた。クァンタムはこの時、ハードディスク部門をMaxtorに売却することを決定。譲渡は2001年4月1日に実施された。Maxtorは翌年、クアンタムの旧ハードドライブ部門のスタッフの多くを計画的に排除したが、2005年12月21日にシーゲート・テクノロジーに買収されるまで、クアンタムのディスクストレージ製品とブランドのほとんどを継続した。

### 買収
2000年のハードドライブ部門の合併の数年前に、Quantumは一連のテープ技術の買収を開始した。
- 1998年 - 自動化されたテープライブラリのメーカーであるATL Products。
- 2001年 - テープライブラリメーカーのM4 Data (Holdings) Ltd.。
- 2002年 - クアンタム社のライセンスを受けてVStape製品群を製造していたBenchmark Storage Innovations社。
- 2005年 - Seagate Technologyのテープ事業であったCertanceがLTOコンソーシアムのメンバーとなる。
- 2006年 - アドバンスド・デジタル・インフォメーション・コーポレーション（ADIC）、Scalarブランドのテープライブラリ、StorNextファイルシステム、De-Duplicationテクノロジーを開発。
- 2011年 - 仮想環境のデータ管理と保護を専門とするPancetera Software社を1200万ドルで買収。
- 2014年 - クラウドストレージのSymForm社を買収 。
- 2020年
  - Western DigitalからActiveScaleオブジェクトストレージ事業を買収。
  - データカタログ、ユーザーコラボレーション、デジタル資産管理ソフトウェアの専業ソフトウェア企業であるSquare Box Systems Ltdを買収。
- 2021年 - Pivot3 Surveillance部門を買収。

## 製品

### StorNext ファイル・システム
クアンタムの高性能共有ストレージ製品群の中核をなすのは、ビデオ編集や大規模なビデオ・画像データセットの管理を可能にするQuantum StorNextソフトウェアである。StorNextソフトウェアは、高速なストリーミング性能とデータアクセスを提供する並列ファイル処理システムであり、Apple Macintosh、Microsoft Windows、およびLinuxワークステーション用の共有ファイルストレージ環境、およびデータのライフサイクル全体を保護するインテリジェントなデータ管理を提供。StorNextは、標準的なサーバー上で動作し、StorNext環境で使用されるストレージアレイとともに販売される。これらのストレージアレイには以下の通り。
- Quantum Fシリーズ
  - 動画コンテンツや大規模な非構造化データの編集、レンダリング、処理に適した、高速で可用性の高いNVMe SSDフラッシュストレージアレイ。
- Quantum QXSシリーズ
  - 高性能で信頼性の高いハイブリッドストレージアレイのラインアップで、HDD、SSD、またはそれらの組み合わせで提供されます。また、StorNextは、パブリッククラウドのオブジェクトストアやディスクベースのオブジェクトストレージシステムなど、異なるタイプのストレージにデータを分散して管理することができます。StorNextは、プライベートおよびパブリックのオブジェクトストアに幅広く対応しています。ビデオや画像データを何年にもわたってアーカイブする顧客のために、StorNextはテープストレージとも連携しており、使用頻度は低いが重要なデータをテープに割り当て、大規模なアクティブアーカイブを作成することが可能。

### NVMeストレージアレイ
2019年4月、Quantumは、"パフォーマンス、可用性、信頼性のために設計された "NVMeストレージアレイの新ラインであるFシリーズを発表。NVMeフラッシュドライブにより大規模な並列処理が可能になり、最新のRDMAネットワーク技術により、ワークステーションとNVMeストレージデバイス間のダイレクトアクセスが可能になる。これらのハードウェア機能とQuantum Cloud Storage PlatformおよびStorNextファイルシステムを組み合わせることで、ポストプロダクションハウスや放送局などのリッチメディア環境に適したストレージ機能を提供。

### テープストレージ
1994年にデジタル社からデジタル・リニア・テープの製品ラインを買収して以来、クアンタムはテープドライブ、メディア、オートメーションなどのテープストレージ製品を販売してきた。2007年、QuantumはDLTラインの開発を中止し、2005年にCertance社を買収して販売を開始したLTOを採用した。
2012年、QuantumはScalar LTFS（Linear Tape File System）アプライアンスを発表し、LTOテープ上のアーカイブされたコンテンツのポータビリティとユーザー・アクセシビリティの新しいモードを提供した。
2016年、QuantumはScalar LTOテープライブラリファミリーを刷新し、リッチメディアアーカイブ用のアプライアンスを追加した。この3つの新しいシステムは、大規模な非構造化データを扱うことを目的としたQuantum Scalar Storage Platformの一部である。Scalar i3とi6は、LTO-6とLTO-7テープに対応している。Quantum Scalar i3は、中小企業や部署単位の構成を想定して設計されており、12Uのラックスペースで最大3PBまで拡張可能。
Quantum Scalar i6は、小企業向けのミッドレンジライブラリで、48Uラック1台で最大12PBまでの拡張が可能。
アーカイブアプライアンス「StorNext AEL6」は、Quantum Scalar i6ライブラリとQuantumのデータ管理ソフトウェア「StorNext」を組み合わせたアーカイブストレージである。自己修復型の自動移行機能を備え、リッチメディアのユースケースをターゲットにしている。

### ディスクバックアップ
クアンタムは2002年に最初のディスクベースのバックアップ＆リカバリー製品であるDX30を発表し、この製品ラインを構築し続けてきた。
2006年末、クアンタムはADICを買収した直後に、ADICが同年初めにオーストラリアの小企業であるRocksoftから買収したデータ重複排除技術を搭載したDXiシリーズの最初の製品を発表。 それ以来、クアンタムはこの製品ラインを拡張・強化し、現在ではSMB、ミッドレンジ、エンタープライズの顧客向けにDXiソリューション[buzzword]を提供している。2012年には、クアンタムは仮想重複排除アプライアンス「DXi V1000」も発表している。
DXiシリーズの製品にはQuantumの特許取得済みのデータ重複排除技術が搭載されており、典型的なデータ削減率は15:1または93%となっている。 同社はターゲットベースおよびソースベースの重複排除機能に加え、統合されたパス・ツー・テープ機能を提供している。DXiは、SymantecのOpenStorage(OST)API、Oracle SBT API、[28] Veeam DMS[29]を含むすべての主要なバックアップアプリケーションと連携し、リモートオフィスから企業のデータセンターまでをサポートしている。Quantumは、各モデルのほぼ全てのソフトウェアライセンスを基本価格に含んでいる。アドオンとして、顧客はライセンス（追加の物理的なRAMモジュールを含む）を購入することができ、その結果、DXiハードウェアの最上位で専用の仮想マシンを実行することが可能（主要な重複排除技術と同時に）。この機能はDAE（Dynamic Application Environment）と呼ばれている。
クアンタム社は、ディスクバックアップ製品のDXiシリーズに加え、中小企業のデータ保護を目的としたRDXリムーバブルディスクライブラリとNDX-8 NASアプライアンスを提供している。同社はこれらの製品を2011年に導入した。
2019年1月、QuantumはDXiシリーズを刷新し、「DXi9000」と「DXi4800」を追加した。DXi9000はエンタープライズ市場をターゲットにしており、51TBから1ペタバイトの使用可能な容量にまでスケールアップした。12TBのハードドライブを搭載し、より少ない物理的スペースでより多くのストレージを実現。DXi9000は、8TBのドライブをサポートしていたDXi6900を置き換えるものである。DXi4800は、中堅企業やリモートサイトを対象とした小規模なアプライアンスで、このシリーズは、8TBから始まり、171TBまでスケールアップできる。

### 仮想マシンデータの保護
vmPROソフトウェアは、DXiアプライアンスやユーザーの既存のバックアップアプリケーションと連携して、VMのバックアップとリカバリを既存のデータ保護プロセスに統合できる。vmPROは、VMを自動検出してファイルシステムビューを表示するため、VM専用のエージェントを追加することなく、VMやVM内のファイルをバックアップすることが可能。vmPRO ソフトウェアでデータを読み取る際、非アクティブなデータはフィルタリングされるため、バックアップボリュームを最大 75%削減し、重複排除率を高めることができる。vmPROソフトウェアは、高速リカバリーをサポートするために、シンプルなVMスナップショットユーティリティで従来のバックアップを補強し、ネイティブフォーマットのVMコピーをセカンダリディスクに作成し、VMまたは単一ファイルレベルでのリストアを可能にする。
- 2012年
  - 3月、Quantumは、同社のvmPRO技術およびDXi V1000仮想アプライアンスが、Xerox社のクラウドバックアップおよびディザスタリカバリ（DR）サービスの重要なコンポーネントとして採用されたことを発表した。
  - 8月、Quantumは自社ブランドのクラウドベースのデータ保護サービス「Q-Cloud」を発表した。このサービスもvmPROとDXiの技術をベースにしている。Q-Cloudは、1TBから1PBまでの保護データの容量で、物理および仮想インフラストラクチャの両方のバックアップを提供する。

2011年には、StorNextアプライアンス製品を製品群に追加。StorNext Archive Enabled Library（AEL）に加え、メタデータコントローラ（StorNext M330）、スケールアウトゲートウェイアプライアンス（G300）、複数のスケーラブルストレージシステム（QM1200、QS1200、QD6000）を追加した。 2012年2月、StorNextアプライアンス製品群にQS2400ストレージシステムを追加し、7月にはメタデータアプライアンスM660を追加した。

### オブジェクトストレージ
2012年末、QuantumはAmplidata社からOEM供給を受けたLattus製品ファミリーを発表した。Lattus-Xは、ストレージノード、アクセスノード、コントローラノードで構成され、複数ペタバイトのデータストアに対応したスケールアウト型のオブジェクトストレージシステムである。Lattus-Xは、Lattusファミリーのディスクベースのアーカイブの最初の製品で、ネイティブなHTTP RESTインターフェイスと、アプリケーションへのCIFSおよびNFSアクセスを備えている。
Lattusワイドエリアストレージソリューション[buzzword]は、ファウンテンコードと呼ばれるオブジェクトストレージのバージョンで構築されている。ファウンテンコードは、リード・ソロモン方式の誤り訂正と同じレベルの保護を提供するが、より多くのデータ保護と高い効率性を備えている。クアンタムはワイドエリアストレージ（同社の造語）を、従来のディスクやテープを補完するもう一つのストレージ層と捉えている。
2020年、クアンタムはウエスタンデジタルテクノロジーズ社との間で、同社のActiveScale™オブジェクトストレージ事業を買収する契約を締結した。ActiveScaleの製品ラインと人材が加わったことで、クアンタムのポートフォリオにオブジェクト・ストレージ・ソフトウェアと消去コーディング技術が加わり、同社はオブジェクト・ストレージ市場での拡大を可能にした。